# Нідеркірхен-бай-Дайдесгайм
Нідеркірхен-бай-Дайдесгайм (нім. Niederkirchen bei Deidesheim) — громада в Німеччині, розташована в землі Рейнланд-Пфальц. Входить до складу району Бад-Дюркгайм. Складова частина об'єднання громад Дайдесгайм.
Площа — 3,78 км2. Населення становить 2372 ос. (станом на 31 грудня 2020).

## Галерея

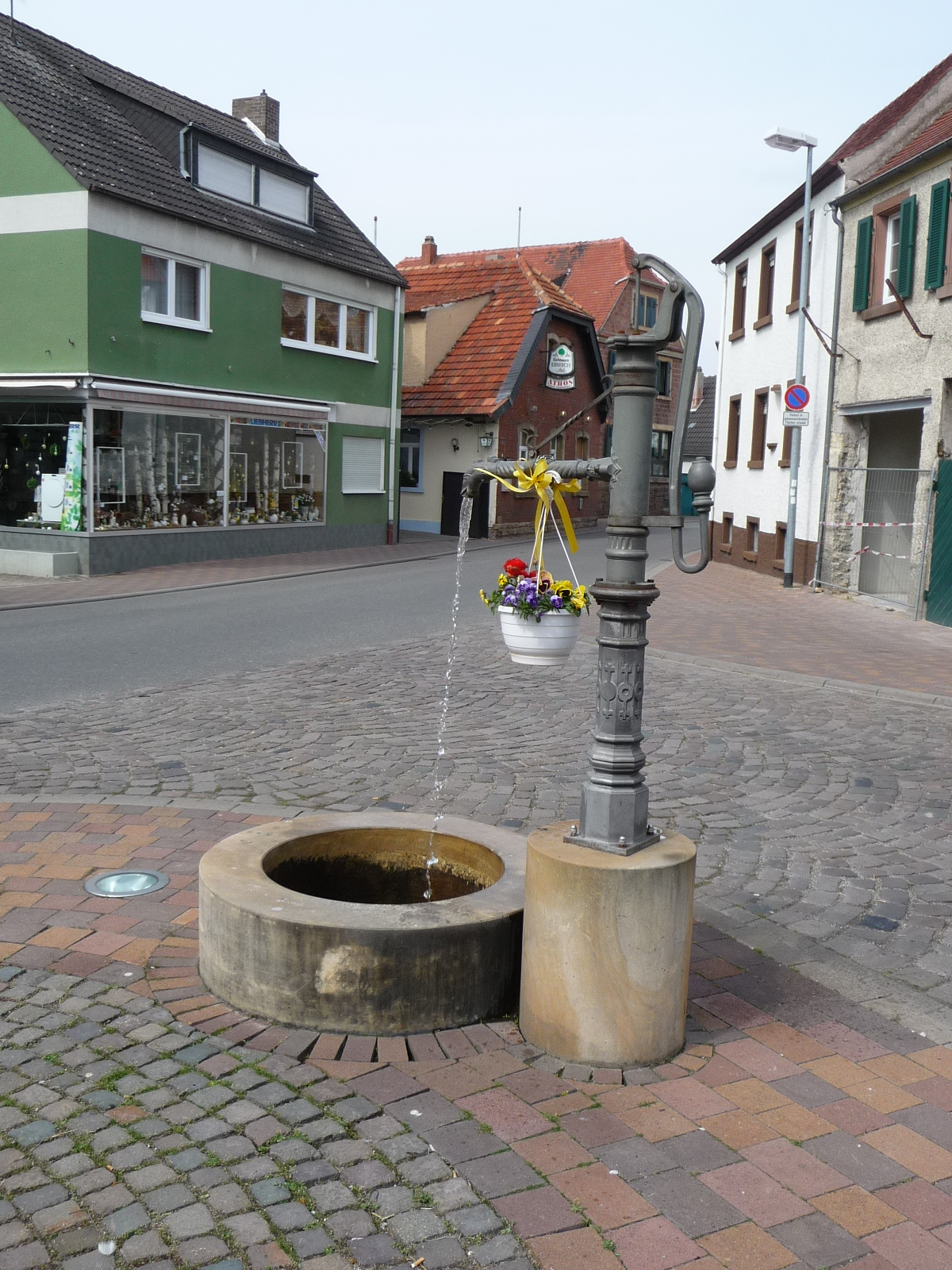